# مقاطعة بدخشان الجبلية ذاتية الحكم
مقاطعة بدخشان الجبلية ذاتية الحكم أو غورنو بدخشان هو إقليم ذو استقلال ذاتي يقع في جنوب شرق طاجيكستان وتبلغ مساحته 63,710 كم2، كما أن عدد سكانه يصل إلى 218,000 نسمة بحسب إحصاء 2008.

## موقعه
يقع الإقليم جنوب شرق جمهورية طاجيكستان في جبال بامير وعاصمته هي خاروغ، تحده الصين شرقاً، وأفغانستان جنوباً وغرباً ويفصله عن باكستان شريط ضيق من الأراضي الأفغانية، تربى الحيوانات الداجنة ويزرغ القمح. معظم السكان من عرقية البامير، وتوجد بعض قبائل القرغيز سيطر عليها المغول والعرب ثم ضمت روسيا المنطقة في القرن التاسع عشر رغم معارضة البريطانيين واحتجاج أفغانستان ويعرف الإقليم أيضاً باسم جبل بادخشان.